# Gerry McNamara
Gerry McNamara (Scranton, 28 agosto 1983) è un ex cestista e allenatore di pallacanestro statunitense che ha giocato nella NBA D-League, in Grecia e in Lettonia.

## Carriera
Con gli Stati Uniti ha disputato le Universiadi di Smirne 2005.

## Palmarès
- Campione NCAA (2003)